# Begijnendijk
Begijnendijk is een plaats en gemeente in de provincie Vlaams-Brabant in België. De gemeente telt ruim 10.000 inwoners, die Begijnendijkenaars of Begijnendijkers worden genoemd.

## Toponymie
Het toponiem Begijnendijk is letterlijk te nemen en doelt op de dijk vlak aan het domein van de Begijnen. Het gaat hier waarschijnlijk over een domein dat toebehoorde aan de Begijnen van Aarschot. Dijk wordt hier gebruikt in de zin van verhoogde weg langs water.

## Geschiedenis
In de late middeleeuwen was Begijnendijk belangrijk voor de turfwinning. Turf was een waardevolle delfstof die overvloedig voorkwam in de moerassige laagten langs de Merenloop en elders. In de zestiende en zeventiende eeuw was Begijnendijk een gehucht van Aarschot en heel dun bevolkt. Vóór 1798 was een groot deel van het grondgebied in handen van de abdij van Averbode en de Aarschotse Begijnen. In die periode was Begijnendijk een gehucht dat bij Aarschot behoorde tot het zijn statuut van onafhankelijke gemeentelijke verkreeg tijdens het Frans bewind onder Napoleon I. Op 8 maart 1796 bepaalde een decreet dat Begijnendijk een aparte gemeente werd. Vanaf de achttiende eeuw groeide de bevolking sterk aan om kort vóór de fusie ongeveer 4.700 inwoners te bereiken. De fusiegemeente Begijnendijk ontstond op 1 januari 1977 uit de buurdorpen Betekom en Begijnendijk. Daarbij gingen de wijken Bloemsehoeve en Balenberg verloren aan respectievelijk Aarschot en Tremelo.

## Warmterecord
Op 25 juli 2019 bereikte Begijnendijk met een gemeten temperatuur van 41,8 °C (meetpunt aan basisschool De Puzzel) een Belgisch warmterecord. Een dag eerder, op 24 juli 2019, werd het vorige record gevestigd in Kleine Brogel met 39,9 °C.

## Geografie

### Kernen
Begijnendijk ligt tussen de Kempen en het Hageland. Naast Begijnendijk zelf ligt in de gemeente nog de deelgemeente Betekom.

#### Tabel
| # | Naam         | Opp. (km²) | Inwoners (2020) | Inwoners per km² | NIS-code |
| - | ------------ | ---------- | --------------- | ---------------- | -------- |
| 1 | Begijnendijk | 7,76       | 5.322           | 686              | 24007A   |
| 2 | Betekom      | 9,89       | 4.932           | 498              | 24007B   |

## Bezienswaardigheden
- De Sint-Luciakerk van 1955.
- Het Domein Het Kasteeltje
- Bieheide bos

## Natuur en landschap
Begijnendijk ligt in de Zuiderkempen op een hoogte van 10-12 meter. In het noorden vindt men de Meerloop met het moerasgebied de Meren. Er zijn enkele kleiputten.

## Demografische ontwikkeling

### Demografische evolutie voor de fusie
- Bronnen:NIS, Opm:1831 tot en met 1970=volkstellingen; 1976 = inwonertal op 31 december

### Demografische ontwikkeling van de fusiegemeente
Alle historische gegevens hebben betrekking op de huidige gemeente, inclusief deelgemeenten, zoals ontstaan na de fusie van 1 januari 1977.
- Bronnen:NIS, Opm:1831 tot en met 1981=volkstellingen; 1990 en later= inwonertal op 1 januari

| Inwoners van jaar tot jaar op 1 januari 1992 tot heden | Inwoners van jaar tot jaar op 1 januari 1992 tot heden | Inwoners van jaar tot jaar op 1 januari 1992 tot heden |
| jaar                                                   | Aantal                                                 | Evolutie: 1992=index 100                               |
| ------------------------------------------------------ | ------------------------------------------------------ | ------------------------------------------------------ |
| 1992                                                   | 8.370                                                  | 100,0                                                  |
| 1993                                                   | 8.526                                                  | 101,9                                                  |
| 1994                                                   | 8.631                                                  | 103,1                                                  |
| 1995                                                   | 8.748                                                  | 104,5                                                  |
| 1996                                                   | 8.897                                                  | 106,3                                                  |
| 1997                                                   | 9.003                                                  | 107,6                                                  |
| 1998                                                   | 9.027                                                  | 107,8                                                  |
| 1999                                                   | 8.985                                                  | 107,3                                                  |
| 2000                                                   | 9.088                                                  | 108,6                                                  |
| 2001                                                   | 9.096                                                  | 108,7                                                  |
| 2002                                                   | 9.122                                                  | 109,0                                                  |
| 2003                                                   | 9.142                                                  | 109,2                                                  |
| 2004                                                   | 9.205                                                  | 110,0                                                  |
| 2005                                                   | 9.304                                                  | 111,2                                                  |
| 2006                                                   | 9.400                                                  | 112,3                                                  |
| 2007                                                   | 9.468                                                  | 113,1                                                  |
| 2008                                                   | 9.651                                                  | 115,3                                                  |
| 2009                                                   | 9.706                                                  | 116,0                                                  |
| 2010                                                   | 9.812                                                  | 117,2                                                  |
| 2011                                                   | 9.848                                                  | 117,7                                                  |
| 2012                                                   | 9.962                                                  | 119,0                                                  |
| 2013                                                   | 9.944                                                  | 118,8                                                  |
| 2014                                                   | 9.979                                                  | 119,2                                                  |
| 2015                                                   | 10.029                                                 | 119,8                                                  |
| 2016                                                   | 10.058                                                 | 120,2                                                  |
| 2017                                                   | 10.004                                                 | 119,5                                                  |
| 2018                                                   | 10.053                                                 | 120,1                                                  |
| 2019                                                   | 10.114                                                 | 120,8                                                  |
| 2020                                                   | 10.256                                                 | 122,5                                                  |
| 2021                                                   | 10.322                                                 | 123,3                                                  |
| 2022                                                   | 10.390                                                 | 124,1                                                  |
| 2023                                                   | 10.487                                                 | 125,3                                                  |
| 2024                                                   | 10.615                                                 | 126,8                                                  |
| 2025                                                   | 10.642                                                 | 127,1                                                  |

## Politiek
Voor de fusie: In 1965 was Th. De Bruyn burgemeester.
Bij de gemeentefusie van 1977 werd René Goriëns (tot dan burgemeester van Betekom) de burgemeester van de fusiegemeente. Bij koninklijk besluit van 10 november 1997 werd hij ereburgemeester.

#### 2001-2006
Jozef Verhaegen (Modern Gemeentebeleid Begijnendijk) was vijftien jaar burgemeester toen hij op 28 juli 2003 plots overleed. Roger Verduyckt volgde hem op. In maart 2006 verliet Verduyckt de partij MGB.

#### 2007-2012
Burgemeester werd Willy Michiels (MGB) na de verkiezingen van oktober 2006. Hij kreeg meer stemmen dan de lijsttrekker van zijn partij (toen OCMW-voorzitster) Patricia Stevens (anno. 2018 bij S.A.F.E) en leidde een coalitie van MGB en Leef.

#### 2013-2018
Willy Michiels (MGB) bleef burgemeester. Hij leidde een coalitie bestaande uit MGB en CD&V. Samen vormden ze de meerderheid met 11 op 21 zetels. Sinds de gemeenteraad van 22 februari 2016 zetelden twee MGB leden als onafhankelijke gemeenteraadsleden, zodat de coalitie geen meerderheid meer had.

#### 2019-2024
De Burgemeester van Begijnendijk/ Betekom was Bert Ceulemans (Samen). Hij leidt een coalitie van vier partijen: Samen, N-VA, S.A.F.E. en Leef. Samen vormen ze een meerderheid met 12 op 21 zetels. Sinds eind 2021 zetelt raadslid Verduyckt als onafhankelijk raadslid en niet meer voor Samen. De partij Modern Gemeente Beleid ( 9 zetels) zit als enige  en grootste partij, in de oppositie.

#### 2024-2030
Bob Michiels (MGB) is vanaf 3 december 2024 de nieuwe burgemeester van Begijnendijk. MGB behaalde bij de verkiezingen van oktober 2024 een volstrekte meerderheid met 11 zetels op 21. Samen-cd&v (8 zetels) , NVA (1 zetel) en Vlaams Belang (1 zetel) zetelen in de oppositie.

#### Resultaten gemeenteraadsverkiezingen sinds 1976
| Partij of kartel     | Partij of kartel     | 10-10-1976 | 10-10-1976 | 10-10-1982 | 10-10-1982 | 9-10-1988 | 9-10-1988 | 9-10-1994 | 9-10-1994 | 8-10-2000 | 8-10-2000 | 8-10-2006 | 8-10-2006 | 14-10-2012 | 14-10-2012 | 14-10-2018 | 14-10-2018 | 13-10-2024 | 13-10-2024 |
| Stemmen / Zetels     | Stemmen / Zetels     | %          | 19         | %          | 19         | %         | 19        | %         | 19        | %         | 19        | %         | 21        | %          | 21         | %          | 21         | %          | 21         |
| -------------------- | -------------------- | ---------- | ---------- | ---------- | ---------- | --------- | --------- | --------- | --------- | --------- | --------- | --------- | --------- | ---------- | ---------- | ---------- | ---------- | ---------- | ---------- |
|                      | MGB                  | 47,71      | 10         | 43,27      | 9          | 33,41     | 8         | 41,98     | 9         | 47,27     | 11        | 43,6      | 10        | 34,72      | 8          | 35,5       | 9          | 41,9       | 11         |
|                      | Samen1 / Samen-cd&v2 | -          |            | -          |            | -         |           | -         |           | -         |           | 36,481    | 9         | 22,571     | 5          | 26,71      | 6          | 30,22      | 8          |
|                      | CDB1                 | -          |            | -          |            | 24,071    | 5         | 19,491    | 4         | 16,121    | V         | 36,481    | 9         | 22,571     | 5          | 26,71      | 6          | 30,22      | 8          |
|                      | SP1                  | 8,231      | 0          | 15,851     | 2          | 13,231    | 2         | 15,351    | 3         | 16,291    | 3         | 36,481    | 9         | 22,571     | 5          | 26,71      | 6          | 30,22      | 8          |
|                      | CVP1 /CD&V2          | 44,061     | 9          | 40,881     | 8          | 14,851    | 2         | 16,521    | 3         | 15,611    | 2         | 36,481    | 9         | 14,322     | 3          | 26,71      | 6          | 30,22      | 8          |
|                      | Leef                 | -          |            | -          |            | -         |           | -         |           | -         |           | 9,24      | 1         | 8,45       | 1          | 12,0       | 2          | 6,6        | 0          |
|                      | N-VA                 | -          |            | -          |            | -         |           | -         |           | -         |           | -         |           | 19,94      | 4          | 13,7       | 2          | 7,7        | 1          |
|                      | S.A.F.E.             | -          |            | -          |            | -         |           | -         |           | -         |           | -         |           | -          |            | 12,2       | 2          | 6,2        | 0          |
|                      | Vlaams Belang        | -          |            | -          |            | -         |           | -         |           | -         |           | 10,69     | 1         | -          |            | -          |            | 7,3        | 1          |
|                      | VIVANT               | -          |            | -          |            | -         |           | -         |           | 4,71      | 0         | -         |           | -          |            | -          |            | -          |            |
|                      | PVV1 / VLD2          | -          |            | -          |            | 14,451    | 2         | 6,662     | 0         | -         |           | -         |           | -          |            | -          |            | -          |            |
| Totaal stemmen %     | Totaal stemmen %     | 5204       | 5204       | 5836       | 5836       | 6196      | 6196      | 6606      | 6606      | 6904      | 6904      | 7332      | 7332      | 7591       | 7591       | 7673       | 7673       | 5695       | 5695       |
| Opkomst %            | Opkomst %            |            |            |            |            | 97,77     | 97,77     | 96,69     | 96,69     | 95,62     | 95,62     | 96,33     | 96,33     | 94,73      | 94,73      | 94,4       | 94,4       | 66,2       | 66,2       |
| Blanco en ongeldig % | Blanco en ongeldig % | 2,17       | 2,17       | 3,46       | 3,46       | 3,24      | 3,24      | 3,68      | 3,68      | 3,69      | 3,69      | 3,64      | 3,64      | 4,08       | 4,08       | 4,8        | 4,8        | 1,1        | 1,1        |

De rode cijfers of letters naast de gegevens duiden aan onder welke naam de partijen telkens bij een verkiezing opkwamen.

De zetels van de gevormde meerderheid staan vet afgedrukt. De grootste partij is in kleur.

## Cultuur

## Bekende inwoners
- Lodewijk Scharpé (1869-1935), professor Germaanse filologie, literatuurhistoricus
- Jacobus Van Rompuy (1832-1911), politicus en burgemeester van Begijnendijk
- Alfons Danckaerts (1926-2014), atleet
- Karel Van Rompuy (1929-2013), bankier
- Goedele Liekens (1963), presentatrice; Miss België 1986
- Herman De Coux (1963), BK Halve marathon 1996 (5 × geselecteerd WK atletiek – 1 × Europese kampioenschappen)
- Kevin Van Hoovels (1985), mountainbiker
- Bab Buelens (1994), zangeres en actrice

## Overige
Sint-Lucia is de patroonheilige van Begijnendijk.

## Nabijgelegen kernen
Betekom, Baal, Pijpelheide, Houtvenne, Ramsel, Aarschot

## Sporten
- Tussen 1968 en 2008 organiseerde de gemeente de 'Begijnendijk', een wielerwedstrijd voor amateurs.[16][17]